# Agent 077, opération Jamaïque
Pour plus de détails, voir Fiche technique et Distribution.
Agent 077, opération Jamaïque (La muerte silba un blues) est un film policier franco-espagnol coécrit et réalisé par Jesús Franco (crédité comme Jess Frank), sorti en 1964.

## Synopsis
1947. Pour le compte de Bekell, un trafiquant notoire, le trompettiste Julius Smith et son ami Castro passent en fraude un chargement d'armes entre deux pays sud-américains. Alors qu'ils effectuent leur dernière livraison, ils sont interceptés par une patrouille. Alors que Castro est abattu, Smith est emprisonné. Les deux bandits ont été balancés par Bekell.
1962. Lina, la veuve de Castro, rencontre Smith, fraîchement libéré de prison, dans un night-club. Lina est désormais mariée à Bekell, désormais appelé Radek, et le couple vit désormais dans une luxueuse propriété jamaïcaine. Quelques jours plus tard, Smith est renversé par une voiture à la sortie de la boîte de nuit. Sa mort a été commanditée par Bekell. Avant de mourir, Smith met commissaire Fenton sur la piste de Radek. De son côté, Radek reçoit une lettre de Castro, une missive qui lui fixe rendez-vous pendant les festivités du carnaval, dans le cabinet particulier d'une boîte de nuit. Il comprend que des membres de son ancien gang veulent sa peau. L'un de ses sbires, Carlo, lui apprend qu'un étranger vient de débarquer dans la région et enquête sur son passé. Dans son coffre-fort, Radek découvre un disque de blues, le morceau préféré de Castro. Très vite, l'étau se resserre autour de lui. Engagée par Fenton, une chanteuse et indicatrice, Moira, le séduit pour le piéger. Carlo et ses hommes de main tentent d'éliminer l'étranger, en vain.
Alors que les fêtes du carnaval battent leur plein, Radek, accompagné de sa femme Lina qui sait désormais la vérité sur le passé de son époux, se rend au rendez-vous organisé par Castro. Ils se retrouvent face au commissaire Fenton et à l'étranger en question, qui n'est d'autre que l'agent 069. Radek comprend que ce complot a été fomenté par sa propre femme, Lina. Désormais démasqué, Radek l'abat froidement et fuit dans la foule du carnaval. Mais sa fuite est de courte durée : il est abattu par 069 et les forces de l'ordre.

## Fiche technique
- sTitre espagnol : La muerte silba un blues
- Titre français : Agent 077, opération Jamaïque
- Titre français alternatif : 077 Opération Sexy
- Réalisation : Jesús Franco (crédité comme Jess Frank)
- Scénario : Jesús Franco et Luis de Diego
- Montage : Alfonso Santacana
- Musique : Antón García Abril
- Photographie : Juan Mariné
- Production : Nazario Belmar et Marius Lesoeur
- Sociétés de production : Naga Films (Espagne) et Eurociné (France)
- Société de distribution : Eurociné
- Pays d'origine :  Espagne et  France
- Langue originale : espagnol
- Format : noir et blanc
- Genre : policier
- Durée : 77 minutes
- Dates de sortie :
  - Espagne : 4 juillet 1964
  - France : 22 juin 1966

## Distribution
- Conrado San Martín (VF : Jean-Claude Michel) : Alfred Pereira / Agent 077
- Danick Pattison : Moira Santos
- Georges Rollin (VF : Marc Cassot) : Paul Radeck
- Perla Cristal (VF : Jacqueline Porel) : Lina
- Gérard Tichy : Carlos Moroni
- Maria Silva : Rosita
- Manuel Alexandre (VF : Alain Nobis) : Julius Smith
- Marta Reves
- Fortunio Bonanova (VF : Bernard Musson) : le commissaire Fenton
- Miguel Brendell
- Angel Menendez
- Jimmy Wright
- Joe Brown (VF : Gérard Hernandez) : Joe, le marin
- Ricardo Valle
- Augustin Gonzales
- José Maria Tasso
- Jesús Franco : le saxophoniste